# Чехувка (Малопольське воєводство)
Чеху́вка (пол. Czechówka) — село в Польщі, у гміні Сеправ Мисленицького повіту Малопольського воєводства.
Населення — 1131 особа (2011).
У 1975—1998 роках село належало до Краківського воєводства.

## Демографія
Демографічна структура станом на 31 березня 2011 року:
|          | Загалом | Допрацездатний вік | Працездатний вік | Постпрацездатний вік |
| -------- | ------- | ------------------ | ---------------- | -------------------- |
| Чоловіки | 564     | 143                | 382              | 39                   |
| Жінки    | 567     | 135                | 348              | 84                   |
| Разом    | 1131    | 278                | 730              | 123                  |